# Lucus Angitiae
Lucus Angitiae était un centre fortifié du territoire des Marses, au bord sud-ouest du lac Fucin, sur la commune de Luco dei Marsi, dans l'actuelle province de L'Aquila, dans les Abruzzes. Le site abritait un sanctuaire de la déesse Angitia.

## Histoire
La localité tire son nom du sanctuaire (lucus, « bois sacré ») dédié à la déesse Angitia, sanctuaire remontant au moins au IIIe siècle av. J.-C. Mais l'occupation du site est plus ancienne et est attestée depuis l'Âge du bronze ; sa fortification a commencé à l'Âge du fer.
Le site associe dans une enceinte d'environ 30 hectares une acropole au sommet du mont Penna et une zone sacrée en contrebas.
Virgile cite le sanctuaire d'Angitia dans l'Énéide : te nemus Angitiae, uitrea te Fucinus unda, | te liquidi fleuere lacus.
La bourgade avait sous l'Empire romain le statut de municipe ; ses habitants sont appelés Lucenses par Pline l'Ancien.

## Fouilles

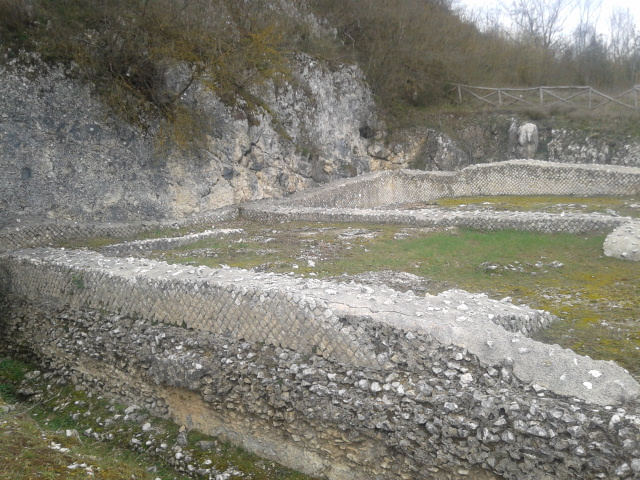
Le temple d'époque augustéenne.

Des découvertes fortuites de monnaies, de sculptures, de céramique et d'objets divers ont fait connaître le site. Parmi les trouvailles les plus intéressantes, il y a l'inscription de Caso Cantovios (it), inscription en langue marse (dialecte osco-ombrien) datant de la troisième guerre samnite, au début du IIIe siècle av. J.-C. ; cette inscription a été trouvée dans la deuxième moitié du XIXe siècle à l'occasion des travaux d'assèchement du lac Fucin entrepris par le prince Alexandre Raphaël Torlonia.
Des fouilles systématiques ont eu lieu à partir des années 1970 et surtout depuis 1998. Elles ont notamment mis en évidence l'existence de deux temples, l'un d'époque préromaine et l'autre de l'époque d'Auguste.
Le site est aujourd'hui ouvert à la visite.